# Walter Stubbendorff

Walter Stubbendorff

Walter Stubbendorff (* 29. April 1888 in Zapel; † 2. Mai 1945 ebenda) war ein deutscher Rittergutsbesitzer und Politiker (DNVP).

## Leben und Wirken
Walter Stubbendorff besuchte das bekannte Pädagogium zu Putbus und das Realgymnasium Johanneum in Lüneburg. Nach dem Abitur, das er 1908 ablegte, absolvierte er eine landwirtschaftliche Lehre. Es folgte eine mehrjährige Tätigkeit als landwirtschaftliche Beamter und Militärdienst bei dem Jäger-Regiment zu Pferde Nr. 3 in Colmar im Elsass. Am Ersten Weltkrieg nahm er als Reserveoffizier ab dem zweiten Mobilmachungstag als Kavallerist teil. Im August 1914 wurde er mit dem Eisernen Kreuz 2. Klasse ausgezeichnet. Im Frühjahr 1915 wurde er kurze Zeit als Ordonnanzoffizier bei einer Artillerieeinheit im Westen eingesetzt. Danach war er bis Kriegsende Führer einer Maschinengewehrkompanie. Für die zuletzt genannte Tätigkeit wurde er mit dem Eisernen Kreuz 1. Klasse ausgezeichnet.
Einige Zeit nach dem Krieg übernahm Stubbendorff die Bewirtschaftung des Rittergutes in Zapel im brandenburgischen Kreis Westprignitz, die Vorfahren, wie sein der Vater, M. d. R. Hans Stubbendorff, agierten dort bereits zwischenzeitlich als Pächter. Als Rittergutsbesitzer gehörte er von 1919 bis 1933 dem Vorstand des Brandenburgischen Landbundes an. Außerdem amtierte er seit dem Frühjahr 1920 als Vorsitzender der Abteilung des Landbundes im Kreis Westprignitz. Von März 1924 bis 1928 war Stubbendorff Vertreter des Brandenburgischen Landbundes im Bundesvorstand des Reichslandbundes und von 1913 bis 1926 Mitglied der Deutschen Arbeitgeberverbände. Daneben war Stubbendorff nach der Revolution Mitglied des Kreisausschusses des Kreises Westprignitz und seit 1928 Kreisdeputierter.
Von 1924 bis 1932 gehörte Walter Stubbendorff als Abgeordneter der Deutschnationalen Volkspartei (DNVP) für den Wahlkreis 4 (Potsdam) dem Reichstag an. Einige Historiker wie Hans Mommsen rechnen ihn zudem der Führung der DNVP zu.